# Beth Fowler
Beth Fowler (Jersey City, 1 november 1940) is een Amerikaanse acteur, zangeres en musicalster. 

## Biografie
Fowler startte haar carrière in 1970 op Broadway, waar ze rollen speelde in onder andere Sweeney Todd en Beauty and the Beast, waarin ze de rol van Mevrouw Pot speelde. Naast haar theaterwerk verscheen Fowler in verschillende films (waaronder Sister Act) en televisieseries, waaronder Orange Is the New Black.

## Werk

### Musicals
| Jaar        | Productie                | Rol              | Opmerkingen                              |
| ----------- | ------------------------ | ---------------- | ---------------------------------------- |
| 1970        | Gantry                   | Ensemble         | De musical werd na de première gecanceld |
| 1973 - 1974 | A Little Night Music     | Mrs. Segstrom    |                                          |
| 1976        | 1600 Pennsylvania Avenue | Ensemble         | Understudy "The President's Wife"        |
| 1979 - 1981 | Peter Pan                | Mrs. Darling     |                                          |
| 1983 - 1984 | Baby                     | Arlene McNally   |                                          |
| 1985        | Take Me Along            | Lily Miller      |                                          |
| 1987 - 1988 | Teddy & Alice            | Edith Roosevelt  |                                          |
| 1989 - 1990 | Sweeney Todd             | Mrs. Lovett      |                                          |
| 1994 - ??   | Beauty and the Beast     | Mrs. Potts       |                                          |
| 2001        | Bells Are Ringing        | Sue              |                                          |
| 2003- 2004  | The Boy From Oz          | Marion Woolnough |                                          |
| 2007        | Inherit the Wind         | Mrs. Brady       |                                          |

### Films
| Jaar | Film                                        | Rol               | Opmerking |
| ---- | ------------------------------------------- | ----------------- | --------- |
| 1991 | In the Line of Duty: Manhunt in the Dakotas | Joan Kahl         | Tv-film   |
| 1992 | Sister Act                                  | Koor-non          |           |
| 1993 | Sister Act 2: Back in the Habit             | Koor-non          |           |
| 1998 | Mulan                                       | Bather            | Stem      |
| 2001 | Friends and Family                          | Mrs. Torcelli     |           |
| 2009 | Did You Hear About the Morgans?             | Ma Simmons        |           |
| 2010 | The Extra Man                               | Ms. Marsh         |           |
| 2011 | Silhouette                                  | Paige             |           |
| 2011 | I Don't Know How She Does It                | Clark's Secretary |           |

### Televisie
| Jaar        | Serie                        | Rol                      | Opmerking                             |
| ----------- | ---------------------------- | ------------------------ | ------------------------------------- |
| 1993        | Law & Order                  | Mrs. Wrenn               | Gastrol in "Virus"                    |
| 2000        | Ed                           | Molly's Mom              | Gastrol in "The Whole Truth"          |
| 2006        | Law & Order: Criminal Intent | Margaret Collo           | Gastrol in "On fire"                  |
| 2007 - 2012 | Gossip Girl                  | Verschillende personages | Gastrol in verschillende afleveringen |
| 2013 - 2015 | Orange Is the New Black      | Sister Jane Ingalls      | Terugkerende rol                      |